# Туризам у Њујорку
Туризам у Њујорку је веома развијена област градске привреде. Сваке године Њујорк посети скоро 47 милиона страних и домаћих туриста. Главне атракције су Емпајер стејт билдинг, Острво Елис, Тајмс сквер, Бродвејска позоришта, Кип слободе, музеји, као што су Музеј Метрополитен и Гугенхајм. Такође, ту су још : Сентрал парк, Вашингтон сквер парк, Рокфелер центар, Тајмс сквер, Зоолошки врт у Бронксу, South Street Seaport, Њујоршка ботаничка башта, луксузне продавнице на Петој и Медисон авенији и догађаји као што је Трајбека филмски фестивал.
Њујорк има више од 110 km² парковских површина и 14 mi (23 km) (22 km) јавних плажа. Централни парк на Менхетну је најпосећенији градски парк у САД. Проспект парк у Бруклину има 36 хектара ливада, а Флешинг медоус-Корона парк, трећи по величини градски парк био је место одржавања светских изложби 1939. године и 1964. године.

## Статистика
| Година | Укупан број туриста (у милионима) | Домаћи туристи | Страни туристи | Укупна потрошња у милијардама долара |
| ------ | --------------------------------- | -------------- | -------------- | ------------------------------------ |
| 1991   | 29,1                              | 23,6           | 5,5            | 10,1                                 |
| 1995   | 28,5                              | 23,1           | 5,4            | 11,7                                 |
| 1998   | 33,1                              | 27,1           | 6,0            | 14,7                                 |
| 1999   | 36,4                              | 29,8           | 6,6            | 15,6                                 |
| 2000   | 36,2                              | 29,4           | 6,8            | 17,0                                 |
| 2001   | 35,2                              | 29,5           | 5,7            | 15,1                                 |
| 2002   | 35,3                              | 30,2           | 5,1            | 14,1                                 |
| 2003   | 37,8                              | 33,0           | 4,8            | 18,5                                 |
| 2004   | 39,9                              | 33,8           | 6,2            | 21,1                                 |
| 2005   | 42,6                              | 35,8           | 6,8            | 22,8                                 |
| 2006   | 43,8                              | 36,5           | 7,3            | 24,71                                |
| 2007   | 46,0                              | 37,1           | 8,8            | 28,85                                |
| 2008   | 47,0                              | 37,5           | 9,5            | 32,1                                 |
| 2009   | 45,6                              | 37,0           | 8,6            | 28,2                                 |
| 2010   | 48,7                              | 39,0           | 9,7            | 31,0                                 |
| 2011   | 50.9                              | 40.3           | 10.6           | 34.5                                 |
| 2012   | 51.5                              | 40.9           | 10.6           | 34                                   |
| 2013   | 53                                | 41.7           | 11.3           | 38                                   |
| 2014   | 54.4                              | 42.5           | 11.9           | 41                                   |
| 2015   | 55.9                              | 43.2           | 12.7           | 45                                   |
| 2016   | 60.5                              | 47.8           | 12.7           | 43.0                                 |
| 2017   | 62.8                              | 49.7           | 13.1           | 44.2                                 |
| 2018   | 65.2                              | 51.6           | 13.5           | 44.0                                 |
| 2019   | 66.6                              | 53.1           | 13.5           | 47.4                                 |
| 2020   | 22.3                              | 19.9           | 2.4            | 12.8                                 |
| 2021   | 32.9                              | 30.2           | 2.7            |                                      |